# Erik Neimeijer
Erik Neimeijer (Heino, 1982) is een Nederlandse muzikant en kunstschilder.

## Levensloop
Neimeijer studeerde sociale psychologie aan de Universiteit van Amsterdam en was korte tijd werkzaam op dit vakgebied. Hij was gitarist en zanger bij Bökkers. Met de gelegenheidsformatie Lorrainville won hij in 2013 een Edison.
Nadat Neimeijer Bökkers verliet nam hij in 2023 samen met 
Peter Slager, Sven Hammond en Jeroen Hobert, met wij hij eerder samenwerkte in Bökkers, zijn debuutalbum Be My Guest op dat in februari 2024 werd uitgebracht. 
Neimeijer speelde ook in Cool Genius, Soundsurfer en The Backcorner Boogie Band.
Naast zijn muziek is Neimeijer ook actief als schilder, waarbij hij zich laat inspireren door cobra. Regelmatig is zijn werk te zien op tentoonstellingen. In juli 2019 had hij een expositie in het Herman Brood Museum & Experience te Zwolle. In de loop der jaren is Neimeijer ook internationaal gaan exposeren. Zijn werk was onder andere te zien in Parijs, Londen, Madrid, New York, en Miami. Daarnaast opende Neimeijer in 2021 samen met zijn vriendin Maartje de Vries zijn eigen galerij in Nijverdal 

## Discografie

### Met Bökkers
- Bökkers (2011)
- Morattamottamotta (2013)
- Humme (2014)
- Blixer Elixer (2015)
- Live & Knetterhard (2016) (Livealbum)
- Schorum uut de schiettente (2017)
- Leaven in de brouweri-je (2019)

### Met Lorrainville
- You May Never Know What Happiness Is (2011)
- Some December Evening (2012) (Livealbum)
- Desire the Reckless (2014)

### Solo
- Be My Guest (2024)